# خود من و من (فیلم)
خود من و من (انگلیسی: Me, Myself and I) فیلمی در ژانر کمدی رمانتیک به کارگردانی پابلو فرو است که در سال ۱۹۹۲ منتشر شد. از بازیگران آن می‌توان به جوبت ویلیامز و جورج سگال اشاره کرد.

## بازیگران
- جوبت ویلیامز
- جورج سگال
- دان کالفا
- شلی هک
- بیل میسی
- نیکولاس کدی